# 알바로 레코바
알바로 알렉산데르 레코바 리베로(스페인어: Álvaro Alexander Recoba Rivero, 1976년 3월 17일 ~ )는 우루과이의 전 축구 선수이다. 우루과이 축구 국가대표팀 소속으로 2002년 FIFA 월드컵에 참가한 뒤 2007년 국가대표팀에서 은퇴를 선언하였다.
레코바는 정확한 킥을 구사하는 공격형 미드필더로 '남미의 지단'이라고 부르기도 한다. 그는 황인종과 비슷한 외모를 가졌다고 하여 스페인어로 '중국인'이라는 뜻의 '엘 치노' (El Chino)라는 별명을 가지고 있다.
또한 그는 폭발적인 왼발 프리킥을 소유자이다.